# Gabriella Wright

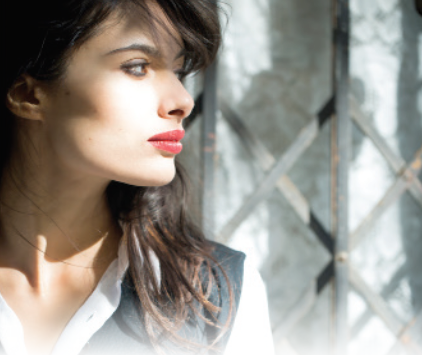
Gabriella Wright, 2020

Gabriella Wright (* 19. Juni 1982 in Stoke Newington, London) ist eine britische Schauspielerin, die seit ihrem zwölften Lebensjahr in Frankreich lebt und daher auch vorwiegend in französischen Produktionen mitwirkt.

## Leben
Die Tochter von Paul David Wright und Anne Catherine Wright absolvierte ihre Ausbildung bei Theater-, Tanz- und Musiklehrern wie Susan Batson und Jack Garfein.
Ihr Filmdebüt gab sie in der 2004 uraufgeführten französischen Komödie Albert est méchant, in der sie einmalig unter dem Künstlernamen Gabriella Miranda-Sequela auftrat.
2007 wirkte sie in drei Episoden der Fernsehserie Die Tudors mit und 2009 hatte sie eine ihrer ersten größeren Rollen in dem französischen Drama Demain dès l’aube. 2014 stand sie in Joe Lynchs Psycho-Thriller Everly an der Seite von Salma Hayek und Jennifer Blanc-Biehn vor der Kamera.

## Filmografie (Auswahl)

### Spielfilme
- 2007: Eden Log
- 2009: Demain dès l’aube
- 2010: 22 Bullets
- 2013: Intersections – Die Wüste kennt keine Gnade
- 2014: Everly – Die Waffen einer Frau
- 2015: The Transporter Refueled
- 2017:  Security
- 2021: Killer’s Bodyguard 2 (The Hitman’s Wife’s Bodyguard)

### Serien
- 2007: Die Tudors (3 Episoden)
- 2011: Rani (3 Episoden)
- 2014: True Blood